# Escondites del Senado de los Estados Unidos

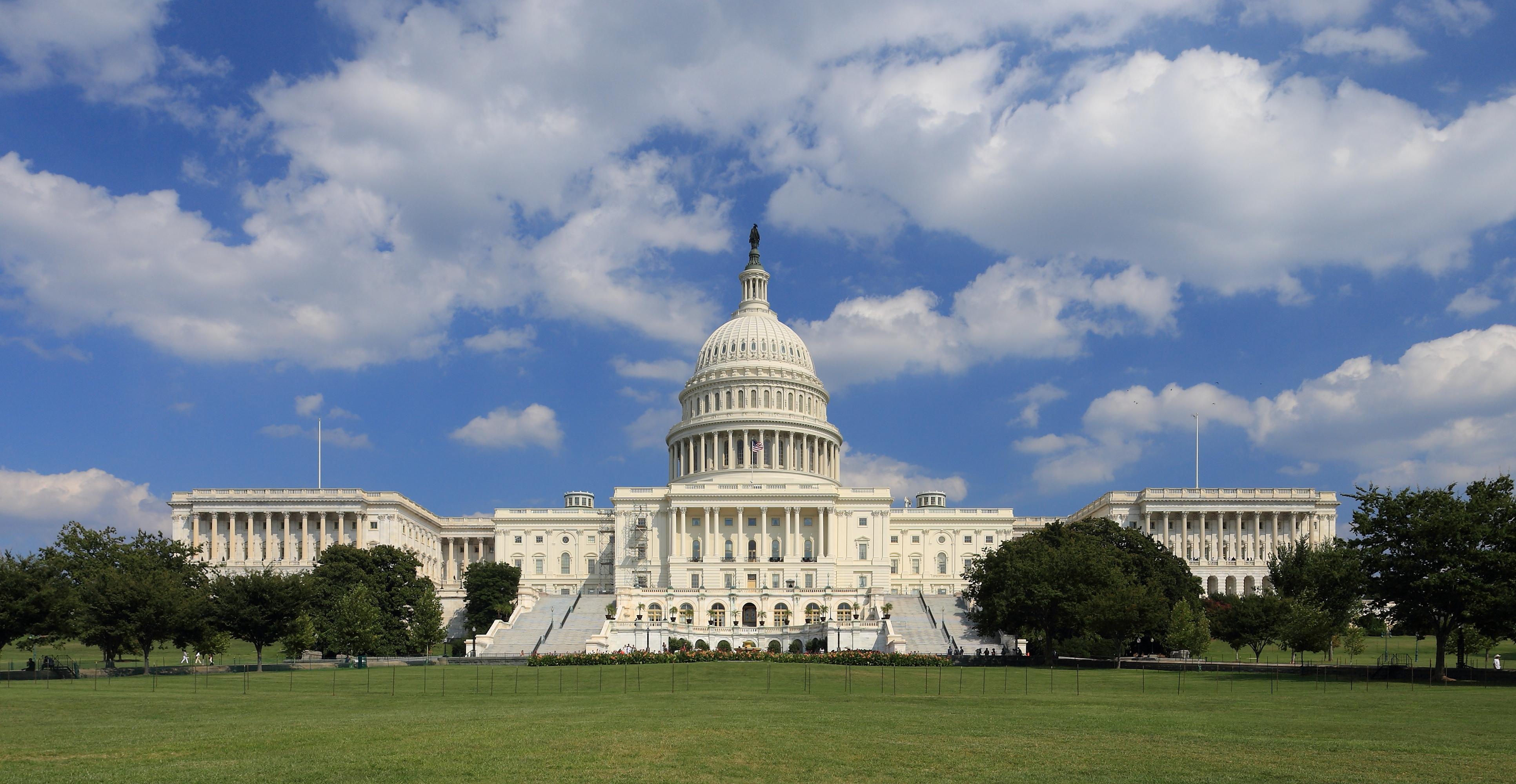
Los escondites son oficinas secretas ubicadas en "rincones antiguos" del edificio del Capitolio de los Estados Unidos.

Los escondites del Senado de los Estados Unidos son alrededor de 100 oficinas secretas en el edificio del Capitolio de los Estados Unidos utilizadas por miembros del Senado y por algunos miembros de alto rango de la Cámara de Representantes de los Estados Unidos. Sus ubicaciones no aparecen en ningún directorio oficial y sus puertas están marcadas únicamente con un número de habitación. Los senadores utilizan los escondites como espacio privado para prepararse para las sesiones del Senado, realizar reuniones confidenciales, tomar siestas y para otros fines personales. Van desde oficinas lujosas y amplias en los pisos superiores hasta oficinas pequeñas y estrechas en el sótano. Los escondites se asignan a los senadores en función de su antigüedad. La historia de los escondites se remonta a la primera ocupación del Capitolio de los Estados Unidos en 1800. Sin embargo, proliferaron a principios del siglo XX.

## Fondo
Los miembros del Senado de los Estados Unidos y su personal tienen oficinas en el edificio de oficinas del Senado Dirksen, el edificio de oficinas del Senado Russell o el edificio de oficinas del Senado Hart en Washington D. C. Además de estas oficinas principales, a los senadores se les asigna una oficina de una sola habitación en el Capitolio de los Estados Unidos, informalmente conocida como un escondite.

## Historia
Los escondites del Senado se remontan a la primera ocupación del Capitolio de Estados Unidos. Cuando se inauguró el Capitolio en 1800, a los senadores no se les asignó ningún espacio de trabajo aparte de sus escritorios en el piso de la cámara del Senado, por lo que se apropiaron de espacios no utilizados en todo el complejo.  La apertura del edificio de oficinas del Senado Russell en 1909 y del edificio de la Corte Suprema de los Estados Unidos en 1935, dio como resultado la vacancia de espacio adicional en el Capitolio, donde los senadores rápidamente comenzaron a ocuparlo.

### Ubicación y diseño
Los escondites están ubicados en los cuatro pisos del edificio del Capitolio, incluido el nivel del sótano. Muchos escondites están situados en lo que Associated Press ha descrito como "rincones antiguos" del centenario Capitolio. Al escribir sobre el escondite de Barbara Mikulski, Politico lo describió como "una habitación sin marcar a la que se accede por pasillos y escaleras que recuerdan a las que aparecen y desaparecen en Hogwarts". A finales del siglo XX había alrededor de 75 escondites, pero en 2010, el número de escondites se incrementó a 100 para acomodar a todos los senadores que desearan tener uno, después de que se abriera espacio en el sótano gracias a la reubicación de una oficina de policía del Capitolio en el recién inaugurado Centro de Visitantes del Capitolio.
Los escondites son asignados por el Comité de Reglas del Senado en función de la antigüedad. Las oficinas asignadas a los senadores de mayor rango suelen ser lujosas y espaciosas. El tercer piso, llamado "Kennedy Hideaway" (así llamado porque durante mucho tiempo fue ocupado por el senador Edward Kennedy), se considera el escondite más lujoso que se puede ocupar y, según The Hill, es el "ápice del prestigio interno". El espacio inusualmente grande cuenta con una chimenea, techos abovedados y una vista panorámica del National Mall, descrito por The Hill como un "salón de club de lujo". La sala es completamente privada pero de fácil acceso tanto desde la cámara del Senado como desde la galería de prensa.
En contraste, muchos senadores jóvenes tienen escondites sin ventanas en el sótano del Capitolio, algunos de no más de 300 pies cuadrados (2787,1 dm²) En 1991, la oficina del sótano de Jeff Bingaman, senador júnior de Nuevo México que ocupaba el puesto número 63 en la lista de antigüedad del Senado, consistía en "un techo bajo de tableros de fibra, un escritorio con una silla de oficina barata con ruedas, un refrigerador, un armario y un catre sin colcha".
 Los muebles para guardar los sargentos son suministrados por ellos; sin embargo, los senadores pueden traer sus propios muebles. 
Los escondites que quedan vacantes después de una derrota electoral o debido a la muerte de un senador en funciones se reasignan al comienzo de cada período de dos años del Congreso.

### Usar

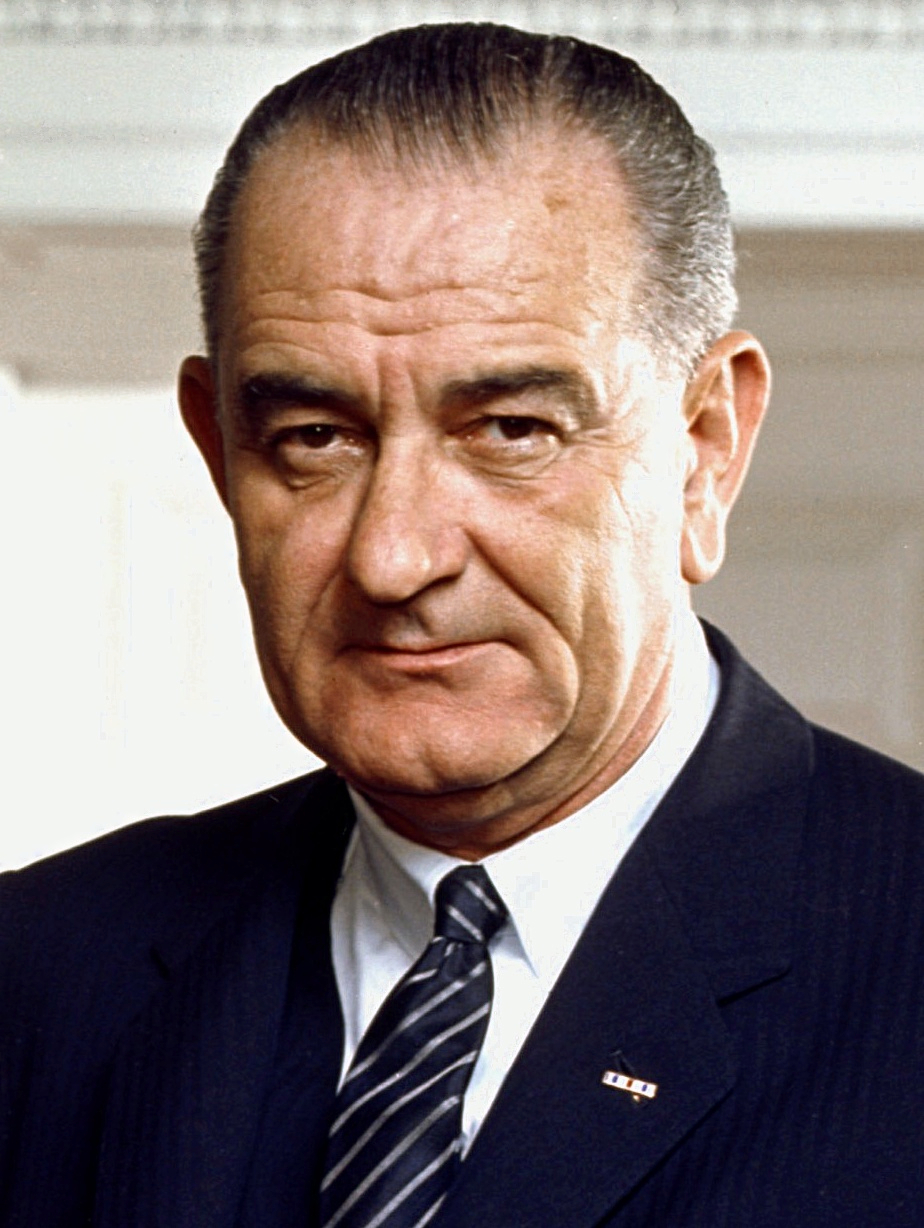
Mientras era miembro del Senado, Lyndon Johnson acumuló no menos de cinco escondites.

Los senadores utilizan escondites para prepararse para las sesiones del Senado, tomar siestas o realizar reuniones privadas o confidenciales. El senador Daniel Webster, senador de Massachusetts a mediados del siglo XIX, llenó su escondite con una colección privada de vinos.   A mediados del siglo XX, el senador Allen J. Ellender de Luisiana instaló una cocina en su escondite donde disfrutaba cocinando platos criollos y bombones. 
Históricamente, los miembros masculinos del Senado también han utilizado escondites para tener relaciones sexuales privadas con sus amantes.   Bill Moyers relata un caso en el que un senador anónimo "escondió" a su amante en un escondite tan bien escondido que le llevó varias horas volver a localizarla. Durante su mandato en el Senado, Lyndon Johnson acumuló no menos de cinco escondites donde recibía mujeres.  Mientras tanto, el senador Bob Packwood de Oregón presuntamente agredió sexualmente a una mujer en su escondite.

## Secreto
El proceso de asignación de escondites es, según The Hill, "secreto". En 2015, un ex asistente de Harry Reid dijo que "todo se hace mediante un apretón de manos secreto. De repente, te dicen que tienes un escondite y que aquí están las llaves". En 2011, cuando un periodista le preguntó sobre su escondite, Orrin Hatch dijo que "no le permitían hablar de eso". Según Associated Press, ninguna de las varias oficinas senatoriales contactadas para un artículo en 2010 respondió a las solicitudes de información sobre los escondites.
Las ubicaciones de los escondites no aparecen en ningún directorio oficial y sus puertas están marcadas únicamente por un número de habitación. En algunos casos, los miembros del personal del senador desconocen la ubicación de su escondite. 

## Cámara de los Representantes

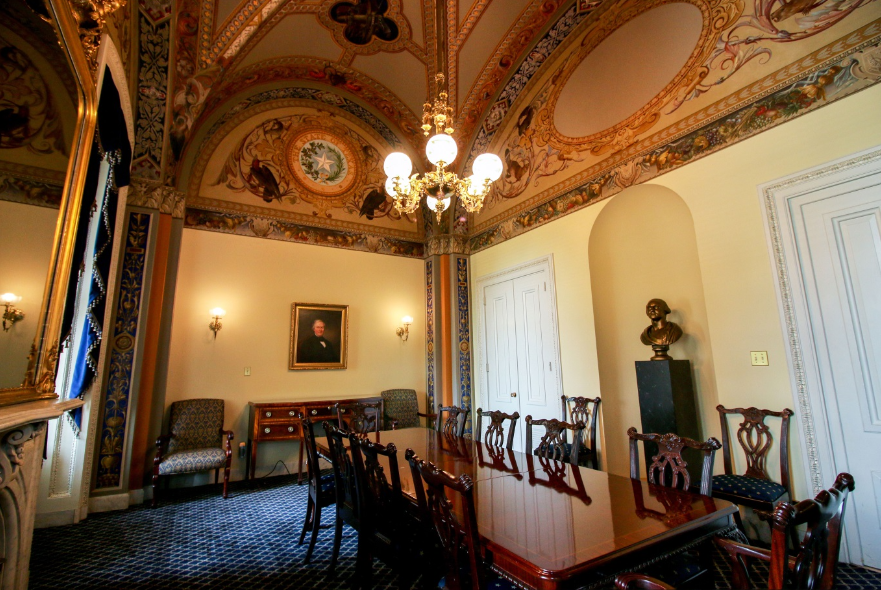
La "Sala de la Junta de Educación", ocupada por el presidente de la Cámara de Representantes

Aunque algunos miembros de alto rango de la Cámara de Representantes de Estados Unidos también tienen escondites, generalmente están reservados para los senadores. El Presidente de la Cámara tiene un escondite que tradicionalmente ocupa el Presidente de la Cámara. La oficina del primer piso se conoce coloquialmente como la "sala de la Junta de Educación", aunque ninguna entidad con ese nombre ha ocupado jamás ese espacio. En 1945, Harry Truman, entonces vicepresidente de Estados Unidos, se enteró de la muerte de Franklin Roosevelt mientras lo agasajaban con cócteles por la tarde en este escondite, que entonces ocupaba Sam Rayburn .  Después de que Kevin McCarthy fuera destituido como presidente de la Cámara de Representantes el 3 de octubre de 2023, una de las primeras acciones de Patrick McHenry como presidente pro tempore fue desalojar a Nancy Pelosi de su escondite. Pelosi, ex presidenta de la Cámara de Representantes, lo calificó como "un cambio radical respecto de la tradición".

## En la cultura popular
En el libro Woman First: First Woman, un trabajo complementario de la serie de televisión Veep, la exsenadora ficticia Selina Meyer escribe sobre las tradiciones y el uso de los escondites, y sus experiencias con ellos.
Los escondites ocupan un lugar destacado en El símbolo perdido (2009) de Dan Brown. Un personaje de la novela, Peter Solomon, tiene un escondite ubicado en el sótano del Capitolio, identificado como SBB13. Si bien el plano del Capitolio de los Estados Unidos muestra un subsuelo, no existe ningún número de habitación con ese número.